# Zanthoxylum aculeatissimum
Zanthoxylum aculeatissimum är en vinruteväxtart som beskrevs av Adolf Engler. Zanthoxylum aculeatissimum ingår i släktet Zanthoxylum och familjen vinruteväxter. Inga underarter finns listade i Catalogue of Life.